# Municipio de Carey's Flat
El municipio de Carey's Flat (en inglés: Carey's Flat Township) es un municipio ubicado en el  condado de Avery en el estado estadounidense de Carolina del Norte. En el año 2010 tenía una población de 132 habitantes.

## Geografía
El municipio de Carey's Flat se encuentra ubicado en las coordenadas 36°3′57.31″N 81°48′10.58″O / 36.0659194, -81.8029389.